# Конья, Жофия
Жофия Лила Конья (венг. Zsófia Lilla Kónya; род. 6 февраля 1995) — венгерская шорт-трекистка,  участница зимних Олимпийских игр 2014 и 2018 года, бронзовый призёр Олимпийских игр 2022 года в смешанной эстафете, пятикратный призёр чемпионата Европы по шорт-треку.

## Спортивная карьера
Жофия Конья родилась в городе Сегед, медье Чонград. С 7-летнего возраста в 2002 году начала заниматься конькобежным спортом и наблюдая тренировки команды по шорт-треку, занялась этим видом спорта. С 2008 года тренировалась на базе клуба «Szegedi Korcsolyazo Egyesulet». Жофия выиграла чемпионат Венгрии среди юниоров 4 раза (2007, 2010, 2011, 2012). Она также дважды отметила победу в Кубке Европы среди юниоров и дважды заняла 2-е место на соревнованиях.  
На чемпионате Венгрии в 2009 году она выиграла две бронзы на дистанциях 1500 и 3000 метров. В январе 2010 года она дебютировала на чемпионате мира среди юниоров в Тайбэе, заняв скромное 34-е место в общем зачёте. В 2011 году она заняла 3-е место в общем зачете национального чемпионата, выиграв золотую медаль в эстафете. В том же году она переехала в Будапешт из-за лучших условий для тренировок, и вошла в состав национальной сборной, тогда же перешла в клуб "Sportország SC".
Лучшее место в индивидуальном зачёте на юниорских чемпионатах мира у неё было 8-е место, а в общем зачёте - 11-е место. В 2013 году она выиграла с командой бронзовую медаль в эстафете на зимней Универсиаде в Тренто и заняла 8-е место в беге на 1000 м. года стали два квалификационных чемпионата мира к Олимпийским играм . Она смогла выиграть квоту для своей страны на 1500 метров и в эстафете. 
Свою первую медаль на соревнованиях международного уровня Конья выиграла на чемпионате Европы в Дрездене в январе 2014 года. В эстафете среди женщин венгерская команда с результатом 4:15.873 (+1.72) финишировала третьей, уступив более высокие позиции соперницам из Великобритании (4:15.497 (+1.35) — 2-е место) и Нидерландов (4:14.147 — 1-е место).
В феврале на своих первых зимних Олимпийских играх в Сочи Жофия заняла только 30-е место на дистанции 1500 м и 6-е в эстафете. Она устала, морально и физически не могла продолжать и в декабре 2014 года решила сделать перерыв в соревнованиях. Возвращение началось с подиумов на Кубке мира в сезоне 2016/17 годов, когда в ноябре на этапах в Калгари и Солт-Лейк-Сити выиграла бронзовые медали в эстафете и в беге на 1000 м соответственно.
В январе 2017 года завоевала серебряную медаль в эстафете на чемпионате Европы в Турине, а через год повторила результата на чемпионате Европы в Дрездене.
На зимних Олимпийских играх 2018, что стали вторыми в её карьере, Жофия Лила Конья была заявлена для участия в эстафете. 20 февраля в ледовом зале «Кёнпхо» во время финала В эстафеты среди женщин венгерские шорт-трекистки с результатом 4:03.603 финишировали вторыми и проиграли борьбу за бронзовые медали соперницам из Нидерландов (4:03.471 (мировой рекорд времени) — 1-е место). В общем зачёте женская команда из Венгрии заняла 4-е место.
После чемпионата мира в Монреале в марте, где Жофия с командой заняла 6-е место в эстафете, она решила взять перерыв и даже занялась учёбой в университете. Она вернулась в начале сезона 2019/20 годов, выступая на Кубке мира, а в январе 2020 года заняла с командой 4-е место в эстафете на чемпионате Европы в Дебрецене. Через год участвовала на европейском чемпионате и чемпионате мира, где в общем зачёте заняла 15-е и 27-е места соответственно.
На XXIV зимних Олимпийских играх в феврале 2022 года в Пекине, в первый день соревнований 5 февраля 2022 года в составе смешанной эстафетной команды завоевала бронзовую олимпийскую медаль. 

## Личная жизнь
Жофия Конья закончила обучение в Сегедском университете по специальности — психология. Замужем, муж — Золтан Патьи (венг. Zoltan Patyi).